# Shipton (North Yorkshire)
Shipton – wieś w Anglii, w hrabstwie North Yorkshire, w dystrykcie (unitary authority) North Yorkshire. Leży 9 km na północny zachód od miasta York i 288 km na północ od Londynu.